# Aurith
Aurith ist neben der Ernst-Thälmann-Siedlung einer der beiden Ortsteile der Gemeinde Ziltendorf (Landkreis Oder-Spree) im Osten des Bundeslandes Brandenburg.

## Lage und Beschreibung
Die Ortschaft befindet sich etwa 6 Kilometer nordöstlich von Ziltendorf, 10 Kilometer nördlich von Eisenhüttenstadt und 18 Kilometer südöstlich von Frankfurt (Oder) in der Ziltendorfer Niederung direkt an der Oder und der Grenze zu Polen. Der Dorfkern des Ortes lag ursprünglich auf der östlichen Oderseite, beide Teile des Ortes waren bis 1945 mit einer Fähre verbunden. Nach 1945 kam der östliche Teil zu Polen und trägt nun den Namen Urad.
Aurith ist noch heute landwirtschaftlich geprägt und hat etwa 70 Einwohner.

## Geschichte

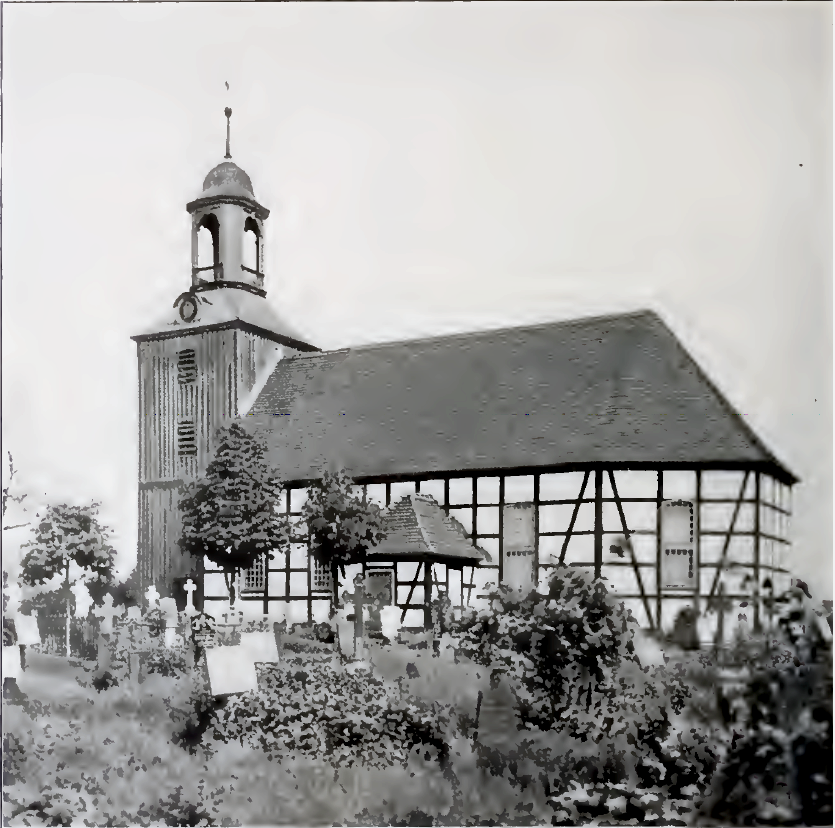
Kirche in Aurith vor 1913, geweiht am 10. April 1815

Die Geschichte des Dorfes Aurith geht bis in die Frühgeschichte zurück, es lag ursprünglich beidseitig der Oder. Der ursprüngliche Dorfkern lag am rechten Oderufer und entspricht etwa dem heutigen polnischen Dorf Urad. Nach Westen grenzte es an Ziltendorf und Wiesenau (ursprünglich „Krebsjauche“). Erste Namensnennung von Bewohnern gehen auf das Jahr 1428 zurück.
Der Ortsteil am linken Oderufer, der dem heutigen deutschen Dorf Aurith entspricht, war ursprünglich als Vorwerk bekannt. Er existierte wohl bereits vor 1429, die erste urkundliche Nennung als „Vorwerk“ geht auf 1550 zurück, und wurde zunächst vor allem zur Viehzucht genutzt. Unter anderem befand sich hier ein kleines Schloss, das vom Kloster Neuzelle direkt verwaltet wurde und den Mönchen als Erholungsort diente. Spätestens 1846 wurde das Klosterland in Vorwerk von Pächtern bewirtschaftet. 1927 wurde das Land erstmals von der Regierung in Frankfurt/Oder verpachtet.
Das Gesamtdorf wurde in seiner Geschichte vielmals von Naturkatastrophen heimgesucht, dazu zählten in erster Linie regelmäßige Oderhochwasser, aber auch Großbrände und Choleraepidemien. Erst nach einem Großbrand von 1802 konnte sich das Dorf allmählich zu einer Einheit entwickeln, welche bis 1945 bestand. Bis 1945 gehörte Aurith zum Landkreis Weststernberg in der preußischen Provinz Brandenburg. Mit dem Ende des Zweiten Weltkrieges wurde der Ort durch die Einstellung der Fährverbindung geteilt, das ursprüngliche Dorf auf dem rechten Oderufer kam zu Polen und erhielt den Namen Urad, Vorwerk am linken Oderufer wurde zum heutigen Dorf Aurith.
Am 9. September 2023 wurde eine neue Fährverbindung zwischen Aurith und Urad eröffnet, die bei ausreichendem Wasserstand zwischen Mai und September betrieben wird.

## Oderhochwasser
Während des Oderhochwassers 1997 war die Ortschaft im Fokus der bundesdeutschen Medien. Nach Starkniederschlägen in Polen und Tschechien im Juli 1997 stieg der Pegel der Oder kontinuierlich auf deutlich über 6 Meter an und lag damit gut 3,50 Meter über dem sonst üblichen Wasserstand in den Sommermonaten. Neben weiteren gefährdeten Gebieten begann auch in der Ziltendorfer Niederung am 22. Juli 1997 die Evakuierung. Am 23. Juli brach der Deich bei Brieskow-Finkenheerd und einen Tag später, am 24. Juli, der Deich einige Kilometer weiter südlich bei Aurith. Die Wassermassen ergossen sich somit ungehindert in die Ziltendorfer Niederung und überfluteten die Ortschaft Aurith sowie die Ernst-Thälmann-Siedlung. Aufgrund der rechtzeitigen Evakuierungsmaßnahmen waren keine Opfer zu beklagen. Die Sachschäden waren jedoch nicht unerheblich und konnten, nicht zuletzt dank überregionaler Spenden, in der Nachfolgezeit weitestgehend behoben werden.